# 大平庄
大平庄，為1920年~1945年間存在之行政區，轄屬台中州大屯郡。今台中市太平區（此段時期稱太平為大平，戰後恢復）。

## 街原名
原屬藍興堡下之太平庄、三汴庄、番仔路庄、車籠埔庄、頭汴坑庄
- 太平庄改稱大平

## 行政區劃
大平庄轄域內分為大平、三汴、番子路、車籠埔、頭汴坑五個大字。
車籠埔大字下有「車籠埔」、「黃竹坑」小字名

## 設施
官署
- 大平庄役場
- 大平警察官吏派出所
- 車籠埔警察官吏派出所
- 頭汴坑警察官吏派出所

學校
- 大平公學校
- 大平公學校車籠埔分教場

會社
- 大平信用購買販賣利用組合
- 大平自動車株式會社